# Институт за лечење и рехабилитацију „Нишка Бања“, Ниш
Институт за лечење и рехабилитацију „Нишка Бања“, Ниш је здравствена, научно-наставна и истраживачка установа Медицинског факултета универзитета у Нишу, која се бави лечењем и рехабилитацијом пацијената оболелих од кардиоваскуларних и реуматских болести, са седиштем у бањско-климатском лечилишту Нишка Бања удаљеном 10 km од Ниша.

## Називи Института
Бањско и климатско лечилиште „Нишка бања“, Природно лечилиште „Нишка бања“, Завод за превенцију, лечење и рехабилитацију реуматичких и срчаних болесника, Институт „Нишка Бања“, Институт за превенцију, лечење и рехабилитацију реуматичких и кардиоваскуларних болести „Нишка Бања“, Институт за лечење и рехабилитацију „Нишка Бања“, Ниш.
Званични назив здравствене установе је Институт за лечење и рехабилитацију „Нишка Бања“, Ниш.

## Историја
Нишка Бања је природно лечилиште, познато још из доба Римског царства, због;
- Карактеристичне умерено континенталне климе; која у медицинском смислу спада у категорију умирујуће климе погодне за лечење, одмор и рекреацију.
- Лековите термоминералне воде која је специфично слабо минерализована радоном, земноалкална, температуре од 36 °C до 38 °C, са изворишта „Главно врело“, „Сува Бања“, „Школска чесма“, „Бањица“ и „Пасјача“.
- Природног минералног пелоида (блата).

Топлу воду Нишке Бање, први су користили Римљани почетком 4. века, када је у њеним благодетима уживао римски цар Константин Велики, оснивача Константинопоља и зачетника хришћанства на овим просторима. Римљани су специјално изливеним оловним цевима спроводили топлу воду из Нишке Бање до цареве резиденције Медијана, удаљене око 5 km од бање према Нишу.
Бројне српске династије уживале су благодетима Нишке Бање почев од Стефана Немање, великог српског жупан и родоначелник династије Немањића, који је дочекао у Нишу, јула 1189. цара Фридриха Барбаросу и „тешко је поверовати да Стефан Немања свог славног госта није повео до топлих извора оближње бање, да се окрепи након дугог пута“
Под османлијском влашћу, Нишки округ је снажно био везан за династију Обреновића, која је 1878. ослободила Нишки округ од Турака и припојила га Србији, тако да су од тог доба „стари господар“ -Милан Обреновић и „млади краљ“ Александар Обреновић (тако су их звали у народу), често посећивали Нишку Бању.
Крајем двадесетих и почетком тридесетих година, краљ Александар други Карађорђевић био је редован гост Нишке Бање и у току боравка у њој одседао је у вили „Јела“.
Нишка бања је била омиљено место три краља и две српске династије. У част владара који су својим присуством и краљевским достојанством Нишкој Бањи дали дух и елитизма, захвални мештани су у централном парку подигли спомен-чесму и назвали је „Три краља“.
Нишка бања је била омиљено место три краља и две српске династије. У част владара који су својим присуством и краљевским достојанством Нишкој Бањи дали дух и елитизма, захвални мештани су у централном парку подигли спомен-чесму и назвали је „Три краља“.
Тридесетих година 20. века, започело је ново доба у развоју Нишке Бање и бањског туризма у њој. Тих година она је постала познато бањско-климатско лечилиште у Краљевини Југославији, са свим карактеристикама тадашњих европских бања. И док се Србија још опорављала од ратова, тадашњи краљеви и богати људи у Нишку Бању доносили су, сјај, луксуз и европски начин живота.
Нагли развој Нишке Бање, као бањског лечилишта, почео је 1923. када је бригу о бањи преузела држава. Министарство здравља Краљевине Југославије 1926. је Среског санитарног референта др Ђоку Михајловић, именовала за првог бањског лекара. Како би др Михајловић усавршио знање из балнео-физикалне медицине и лечења унутрашњих болести (применом бањских фактора), Управа Нишке Бање га је 1928. упутила на медицинско усавршавање (специјализацију) у Чехословачку.
Убрзо су богати трговци и први српски индустријалци подизали раскошне виле око „на широком платоу подно Коритњак, најпре подигнутог монументалног здање бањског купатила, којим се и данас шире опуштајући мириси топле воде и пелоида. Два хотела и школа, уређени парк испред купатила, а од 1932. трамвајска веза са Нишом, потпуно су изменили изглед до тада малог туристичког насеља у Србији.
Средином 1936. саграђено ново купатило (данас познато као »Старо купатило« ) знатно је увећало бањске капацитете за лечење гостију. Пројекат је израдио архитекта Павле Лилер. Купатило је имало 32 каде, мушке и женске базене, затим свлачионице, места за гардеробу и салоне. Тако се од 1935. до 1940, у Нишкој Бањи лечило годишње више од 5.000 пацијената, а 1938, која је била рекордна и 6.265.
Почетком Другог светског рата Нишка Бања је располагала са 510 постеља у хотелима и вилама и 530 постеља у приватном смештају, „које су опслуживали један стални и четири сезонска лекара“.
По завршетку Другог светског рата бањско лечилиште је располагало са четири хотела и две виле, у којима је било 570 постеља и 800 постеља у приватном смештају, што је због све већег броја пацијената постало недовољно.
Од 1954. до 1956. у Нишкој бањи је просечно, годишње боравило 17.088 пацијената, што је Нишку Бању по броју посетилаца у тадашњој ФНР Југославији сврставало на друго место одмах иза Врњачке Бање.
Током 1963. Нишка Бања је добила статус бање, а јануара 1966. »Бањско и климатско лечилиште „Нишка бања“«, преименовано је у »Природно лечилиште „Нишка бања“«, са основном наменом да лечи и рехабилитује реуматичка и срчана обољења. За првог директора је именован др Драгослав Коковић.
Децембра 1966. лечилиште у Нишкој Бањи добија нови назив »Завод за превенцију, лечење и рехабилитацију реуматичких и срчаних болесника«, а на дужност директора је постављен проф. др Димитрије Михајловић.
Смештајем већег дела Завода у новоизграђени савремено опремљен стационар „Радон“ 1975, почело је ново раздобље у његовом раду. Следила је изградња новог објекта 1981, стационара „Терме“, и доградња још једног спрата на објекту стационара „Радон“ 1996, тако да је укупни капацитет постеља у Заводу био 560.
Завод је прерастао у »Институт за превенцију, лечење и рехабилитацију реуматичких и кардиоваскуларних болесника« 1979, а због значаја за здравство Србије, 1993. влада Републике Србије је постала оснивач Института.
Децембра 2006, отворен је реновирани хидро блок у стационару „Зеленгора“, са новим базеном и покретним дном, што је олакшало коришћење термоминералне воде код тешко покретних болесника.
Априла 2007, у стационару „Радон“, отворен је велнес центар „Сенсе“ са свим потребним садржајима по узору на модерне европске центре, што је још више осавременило и заокружило понуду Института „Нишка Бања“.

## Смештајни капацитети
Укупан смештајни капацитет Института је 560 лежајева, размештених у једнокреветним, двокреветним и трокреветним собама и апартманима у три стационара: „Радон“, „Зеленгора“ и „Терме“. Сваки од стационара, који чини засебну целину, поред смештајног дела, располаже и терапијским блоком (хидро, кинези, електро и пелоид) и већим бројем сала за обедовање, угоститељске услуге, групну и индивидуалну рекреацију, забаву и конгресни туризам.
Највећи објекат Института је стационар „Радон“ капацитета 300 лежајева, у једнокреветним и двокреветним собама и апартманима. У његовом саставу је и амфитеатар са 300, пленум сала са 60 и ресторан са 300 места, базен са термоминералном водом, велнес центар и паркинг.
|  |  |  |

Стационар „Зеленгора“ располаже са 160 лежајева у једнокреветним и двокреветним собама. У саставу објекта је и ресторан, кафе ресторан, летња башта, базен са термоминералном водом.
Стационар „Терме“ састоји се од три виле међусобно повезане топлом везом, капацитета 100 лежајева у једнокреветним двокреветним, трокреветним собама и апартманима. У саставу стационара је ресторан, кафе ресторан, летња башта и базен са термоминералном водом.

## Делатност
Институт за лечење и рехабилитацију „Нишка Бања“, Ниш је савремена здравствена и научно-истраживачка установа из области реуматологије и кардиологије, специјализоване рехабилитације, физикалне медицине и ортопедије.
Институт поседује најсавременију опрему за неинвазивну дијагностику, лечење и рехабилитацију реуматичких и кардиоваскуларних болесника, а такође и савремену опрему за оперативно лечење у домену ортопедске хирургије. Уз постојеће природне факторе (клима, радиоактивна вода, пелоид и гас) наведене могућности дају Институту посебну карактеристику.
Здравствена делатност у Институту обавља се преко болничких одељења: реуматолошког, кардиолошког, опште рехабилитације, ортопедског, одељења за специјализовану рехабилитацију и амбулантно-поликлиничких служби.

### Превенција и лечење[7]
Основна делатност Института је превенција, лечење и рехабилитација реуматичких и кардиоваскуларних болести у које спадају:
- Болести локомоторног апарата (запаљењски реуматизам, системске болести везивног ткива, дегенеративни реуматизам, ванзглобни реуматизам, метаболички реуматизам - остеопороза)
- Кардиоваскуларне болести (коронарна болест, артеријска хипертензија, срчане мане, болести периферних крвних судова)
- Стања после хируршке реваскуларизације миокарда као и стања након операција на отвореном срцу
- Рехабилитација болесника после уграђивања ендопротезе кука или колена
- Посттрауматска стања
- Стања после оштећења централног и периферног моторног неурона
- Запаљењски и функционални стерилитет

### Наставна делатност и научноистраживачки рад
Оснивањем Медицинског факултета Универзитета у Нишу, Институт је добио посебан значај као образовна установа за школовање лекара и медицинских сестара у области кардиологије, интерне медицине, реуматологије, ортопедије и физијатрије.
Институт за лечење и рехабилитацију „Нишка Бања“ данас је наставна база Медицинског факултета у Нишу на катедри Интерне медицине – област кардиологија, реуматологија и Балнеоклиматологија. Предавања и вежбе за студенте на основној и последипломској настави из Интерне медицине одвијају се у амфитеатру, Пленум сали Института и на клиничким одељењима.
Преко 50 лекара овог института активно се бави научно истраживачким радом пре свега у области реуматологије, кардиологије балнеотерапије. итд, о чему говоре бројни објављени стручни радови, докторске и магистарске дисертације.

### Велнес
Велнес центар у свом простору поседује следеће садржаје:
- базен
- џакузи базен,
- финску сауну,
- вибросауну (сауну облика капсуле коју може користити само један корисник),
- целутрон (апарат који врши електро-стимулацију опуштених мишића)
- слану собу
- собе за масажу.

## Организација[9]

### Клинике и службе

#### Клиника за реуматологију
Клиника за реуматологију основана је 1982. и свој рад остварује кроз :
- Одсек за специјалистичко консултативне прегледе
- Одсек за полуинтензивно лечење и негу
- Одсек за дијагностику:
  - Кабинет за дензитометрију
  - Кабинет за ултразвучну дијагностику
  - Кабинет за капилароскопију
  - Кабинет за дијагностичку и терапијску пункцију зглобова и контролу болести МТ
  - Кабинет за МРА периферних зглобова и РО дијагностику

#### Клиника за кардиоваскуларне болести
Клиника за кардиоваскуларне болести формирана је 1995. и поседује кадровске и материјалне могућности за комплетну неинвазивну дијагностику кардиоваскуларних болесника. Ова клиника организује свој рад кроз;
- Одсек за збрињавање ургентних стања
- Одсек за специјалистичко консултативне прегледе
- Одсек за кардиоваскуларну дијагностику
- Одсек за интензивно лечење и негу - коронарна јединица
- Одсек за полуинтензивно лечење и негу
- Одсек за стандардно лечење
- Кабинет за артеријску хипертензију
- Кабинет за липиде

Наведени одсеци и кабинети пружају могућност да се у Институту у једном дану обави, процени функција кардиоваскуларног система, одреди адекватна терапија и обезбеди периодично праћење стања кардиоваскуларног система и на тај начин смањи потреба срчаних болесника за боравком у болници ради дијагностике и лечења.

#### Служба за ортопедију
Служба за ортопедију основана је 1971. и у њој су хируршки лечени урођени и стечени деформитети коштано-зглобног система. У оквиру ове службе раде;
- Одсек за специјалистичко консултативне прегледе
- Одсек за интензивно лечење и негу
- Одсек за стандардно лечење
- Оперативни одсек
- Кабинет за минимално инвазивну хирургију
- Кабинет за терапију бола

Посебну пажњу хирурзи ове службе придају лечењу реуматизма и спортских повредама. Јединица за терапију бола, која се бави лечењем средње јаког акутног и хроничног бенигног бола, у свом раду комбинује медикаментозну терапију и локалну и спроводну анестезију са балнео-физикалним процедурама.

#### Клиника за рехабилитацију
Кроз Одељења за специјализовану рехабилитацију реуматичких и кардиоваскуларних болесника прође највећи број пацијената Института (са коронарном болешћу, после хируршких интервенција на срцу, са артеријском хипертензијом, болестима периферних крвних судова). Рехабилитацијом су обухваћени и болесници са запаљенским, аутоимуним, метаболичким и дегенеративним реуматским болестима.
Специјализована рехабилитација кардиоваскуларних и реуматичких болесника у Институту се одвија, по истим принципима, у следећим одељењима за специјализовану рехабилитацију која се налази у стационарима „Радон“ и „Терме“:
- Одсек за специјалистичко консултативне прегледе
- Одељење „А“ за специјализовану рехабилитацију кардиоваскуларних болесника
- Одељење „Б“ за специјализовану рехабилитацију кардиоваскуларних болесника
- Одељење „Ц“ за специјализовану рехабилитацију кардиоваскуларних болесника
- Одељење „Д“ за специјализовану рехабилитацију кардиоваскуларних болесника
- Одељење „Е“ за рехабилитацију неуролошких, трауматолошких, реуматолошких пацијената и постоперативних стања

Посебна пажња на овом одељењу обраћа се примени дозираног, контролисаног физичког тренинга у лечењу и рехабилитацији срчаних болесника. Терапија се комбинује истовременом применом природних балнеолошких фактора Нишке Бање са савременом терапијом лековима. У оквиру клинике постоји и Кабинет за дијететику.

#### Заједничке службе
- Информационе технологије
- Одељење за правне кадровске и опште послове
- Одељење финансијских послова
- Одељење за комерцијалне послове
- Служба за техничке и друге сличне послове:
  - Одељење исхране и угоститељства
  - Одељење за инвестиционо-техничко одржавање објеката и опреме

### Кадровска структура
Капацитете у стационарном, амбулантнополиклиничком делу Института и кабинетима опслужује;
- Укупно: 432 радника (258 медицинских и 174 немедицинских).
- Са високом школском спремом је 78 радника: 65 медицинских и 13 немедицинских радника.
- Од укупног броја медицинских радника 15 је доктора медицинских наука, или предавача у настави (професори, доценти и асистенти), 50 лекара специјалиста (интерне медицине, ортопедије и физикалне медицине) од којих је 6 магистара и 9 примаријуса, лекара опште медицине или на специјализацији 8.
- Структури немедицинских радника је: 4 економиста, 4 правника, 1 професор енглеског језика, 1 социолог, 2 електро-инжењера и 1 инжењер машинства.

### Терапијско - рекреативне стазе
У оквиру посебних терапијских третмана реуматичних и кардиоваскуларних болесника али и за, опоравка и рекреацију спортиста и туриста у Нишкој Бањи користи се посебно изграђен шеталишни комплекс парковских стаза, познат и као „Стазе здравља“ , који је осавремењен генералним преуређењем од 2018. до 2020. године
У оквиру овог комплекс постоје шест стаза здравља, укупне дужине од 350 до 1.400 метар, са успоном усеченим у планину Коритњак или без њега.
Намена ових стаза је следећа:
- Стазе I и II су без већих успона и падова и намењене су рехабилитацији тежих срчаних болесника.
- Стазе III, IV и V представљају комбинацију хода по равном и успона са различитим нагибом. Намењене су рекреативцима и пацијентима који имају или су стекли већу толеранцију на физички напор.
- Стаза VI или „златна стаза“ представља комбинацију наизменичног смењивања бржег и споријег хода. Погодна је за све оне који желе да се баве физичком активношћу у циљу очувања здравља.